# Tapinopa
Tapinopa is een geslacht van spinnen uit de familie hangmatspinnen (Linyphiidae).

## Soorten
De volgende soorten zijn bij het geslacht ingedeeld:
- Tapinopa bilineata Banks, 1893
- Tapinopa disjugata Simon, 1884
- Tapinopa gerede Saaristo, 1997
- Tapinopa guttata Komatsu, 1937
- Tapinopa hentzi Gertsch, 1951
- Tapinopa longidens (Wider, 1834)
- Tapinopa vara Locket, 1982